# Ectropis dribraria
Ectropis dribraria là một loài bướm đêm trong họ Geometridae.